# Auf’s Korn
Auf’s Korn ist ein Marsch von Johann Strauss Sohn (op. 478). Das Werk wurde am 28. Juni 1898 im Wiener Prater erstmals aufgeführt.